# Physocalymma scaberrimum
Physocalymma scaberrimum (Nome científicol: Physocalymma scaberrimum Pohl) é uma espécie de planta da família Lythraceae.

## Taxonomia
Árvore medindo entre 3 e 25 metros de altura, casca espessa e fendida; caducifólia; ramos jovens pubescentes. Copa alongada ou piramidal, com tronco ereto e cilíndrico. Folhas com 5-12cm de comprimento, 3,5-8cm de largura, opostas, ásperas, pecioladas, às vezes acinzentadas, ápice obtuso, acuminado, margem plana, base obtusa, às vezes oblíqua, pubescentes a subvilosas; pecíolo com 1-1,5cm. Inflorescências medindo de 10-18cm de comprimento; racemos terminais; flores opostas, pediceladas, bibracteoladas; tubo floral atro-violáceo, sem epicálice, campanulado a urceolado, pubescente; pétalas rosa-magenta a arroxeadas; estames numerosos. Os frutos são cápsulas deiscentes com coloração castanha; sementes muito pequenas (6 x 4mm), aladas, arredondadas. Planta decídua, heliófita, seletiva xerófita, pioneira, característica e exclusiva de matas semidecíduas e de sua transição para o cerrado (cerradões), onde apresenta freqüência elevada, não obstante muito descontínua e irregular na sua dispersão. Ocorre predominantemente em caiporas e capoeirões na parte mais elevada do relevo, em solos argilosos de média fertilidade e bem drenados. Também muito freqüente como planta isolada em áreas de pastagens. Produz abundante quantidade de sementes disseminadas pelo vento.

## Ocorrência
Ocorre em todo o nordeste do Brasil, estados do Goiás e Mato Grosso nas matas semidecíduas e cerradões.

## Morfologia
Altura de 5 a 10 metros, copa alongada piramidal. Em terrenos pobres e pedregosos adota porte arbustivo. Tronco com tendência retilínea e cilíndrico com casca rimosa (possui fendas) e áspera. Possui flores muito vistosas e de coloração lilás. Fruto formato cápsula deiscente, com sementes aladas pequenas.

## Ecologia
Planta decídua, heliófila, seletiva xerófita, pioneira, produz abundante quantidade de sementes disseminadas pelo vento). Os botões florais são visíveis entre os meses de julho a setembro. A florada ocorre entre os meses de agosto a novembro. No interior do estado de Goiás, tem sido relatada uma grande variação na tonalidade de rosa caraterístico das flores, variando entre rosa mais claro, praticamente branco ao quase violeta. Frutos imaturos são observados no mês de setembro; frutos maduros em outubro, com alguma variação regional. É uma espécie hermafrodita, capaz de realizar autofecundação ou fecundação cruzada, com polinização por entomofilia, especialmente por Melipona compressips manaosensis. Espécie decídua, heliófita, seletiva xerófica, pioneira, caracteristicas e exclusiva das matas semidecíduas e de sua transição para o cerrado (cerradão). Ocorre predominantemente nas capoeiras e capoeirões nas partes mais elevadas do relevo. Preferencia por solos argilosos de media fertilidade e bem drenados. Comumente encontrada como planta isolada em áreas de pastagens.

## Características
Pesada (densidade de 85g/cm³), muito dura ao corte, textura grossa, resistente e moderadamente duravel.